# Arielz
Arielz es un caserío español del municipio de Urraúl Alto, perteneciente a la Comunidad Foral de Navarra.

## Toponimia
El nombre del lugar puede encontrarse referido en euskera como Arieltz.

## Historia
En el Antiguo Régimen formaba parte del Romanzado, pero cuando en 1845 este valle quedó constituido en una distirto municipal, pasó a Urraúl Alto. En esos años tenía contabilizada una población de 11 habitantes. Aparece descrito en el segundo volumen del Diccionario geográfico-estadístico-histórico de España y sus posesiones de Ultramar de Pascual Madoz con las siguientes palabras:

ARIELZ: cas. del valle Urraul-Alto en la prov., aud. terr. y c. g. de Navarra, merind. de Sangüesa, part. jud. de Aoiz (2 leg.), dióc. de Pamplona (6), felig. de Nardues-Andurra: sit. en terreno quebrado, con libre ventilacion y clima saludable. Tiene 1 casa con todas las oficinas y comodidades que la labranza exige; y 1 establecimiento de garañones y caballo padre, para la cria de ganado mular y caballar. Confina el térm. por N. con el de Ozcoidi (1 leg.), por E. con el de Murillo (1/4), por S. con el de Ripodas (1/2), y por N. con Nardues-Andurra (28 minutos). El terreno es bastante fértil, abraza 2,000 robadas, de las cuales se cultivan 200 de primera calidad, 100 de segunda, é igual número de tercera, habiendo entre ella 20 peonadas de viña. Las restantes son baldías, con destino á pastos y á combustible: prod:: trigo, cebada, avena, vino y legumbres: pobl.: 1 vec., 11 alm. Este cas. es propiedad del conde de Agramont.
(Madoz, 1845, p. 558)

En 2023, la entidad singular de población tenía empadronado 1 habitante. Su término queda situado entre el Romanzado al oeste, y Urraul Bajo al norte, oeste y sur. Forma por tanto un enclave de Urraul Alto en Uarraul Bajo.